# Ted Schroeder
Frederick Rudolph "Ted" Schroeder (Newark, 20 de julho de 1921 - La Jolla, 26 de maio de 2006) foi um tenista estadunidense.

## Grand Slam finais

### Simples (2 títulos, 1 vice)
| Resultado | Ano  | Campeonato | Oponentes       | Placar                    |
| Campeão   | 1942 | US Open    | Frank Parker    | 8–6, 7–5, 3–6, 4–6, 6–2   |
| Campeão   | 1949 | Wimbledon  | Jaroslav Drobný | 3–6, 6–0, 6–3, 4–6, 6–4   |
| vice      | 1949 | US Open    | Pancho Gonzales | 18–16, 6–2, 1–6, 2–6, 4–6 |

### Duplas (3 títulos, 3 vices)
| Resultado | Ano  | Campeonato | Parceiro       | Oponentes                     | Placar                  |
| Campeão   | 1940 | Wimbledon  | Jack Kramer    | Gardnar Mulloy Henry Prussoff | 6–4, 8–6, 9–7           |
| Vice      | 1942 | US Open    | Sidney Wood    | Gardnar Mulloy Bill Talbert   | 5–7, 7–9, 1–6           |
| Campeão   | 1941 | US Open    | Jack Kramer    | Wayne Sabin Gardnar Mulloy    | 9–7, 6–4, 6–2           |
| Campeão   | 1947 | US Open    | Jack Kramer    | Bill Talbert Bill Sidwell     | 6–4, 7–5, 6–3           |
| Vice      | 1948 | US Open    | Frank Parker   | Gardnar Mulloy Bill Talbert   | 6–1, 7–9, 3–6, 6–3, 7–9 |
| Vice      | 1949 | Wimbledon  | Gardnar Mulloy | Pancho Gonzales Frank Parker  | 4–6, 4–6, 2–6           |